# Sofia de Montferrat
Sofia de Montferrat, morta l'any 1434, va ser emperadriu consort de l'Imperi Romà d'Occident en casar-se amb l'emperador Joan VIII Paleòleg.

## Biografia
Sofia era filla de Teodor II de Montferrat, marquès de Montferrat, i de la seva segona esposa, Joana de Bar. Pel seu pare, formava part de la Dinastia dels Paleòlegs que regnava en aquells moments a l'Imperi Romà d'Orient. El 26 de gener de l'any 1404, Sofia havia estat promesa a Felip Maria Visconti, fill de Joan Galeàs Visconti, duc de Milà i de la seva segona esposa, Caterina Visconti, però el contracte matrimonial finalment es va trencar.
El 19 de gener de 1421, Sofia es va casar amb Joan VIII Paleòleg. Era el fill gran i únic supervivent de Manuel II Paleòleg i Helena Dragaš. En aquell moment era coemperador amb el seu pare. El matrimoni de Sofia i Joan està descrit a les cròniques de dos historiadors, Miquel Ducas i Franza. Franza indica que la cerimònia va tenir lloc a la basílica de Santa Sofia.
Abans del casament, l'emperador Manuel II Paleòleg va enviar ambaixadors al Concili de Constança, per tal d'obtenir el permís del Papa per a aquest matrimoni, ja que hi havia un problema sobre la conversió de la futura núvia, que era catòlica, per part de l'Església Ortodoxa oriental. L'autorització va ser finalment concedida pel papa Martí V.
Encara que Sofia era una emperadriu particularment piadosa, malauradament per al seu matrimoni va ser considera poc atractiva pels estàndards del seu temps. Miquel Ducas la descriu com "Quaresma al davant i Pasqua al darrere". Joan VIII, no gaire satisfet amb aquest matrimoni, va fer tot el possible per evitar-la i Sofia va passar la major part del temps que va estar-se a Constantinoble aïllada del seu marit. No van tenir descendència.
El 21 de juliol de 1425, Manuel II va morir i Joan VIII el va succeir. Sofia va substituir la seva sogra com a emperadriu. Franza diu, però, que l'agost de 1426, Sofia «va fugir de Constantinoble i va tornar al seu país natal», en una operació en la qual estigué implicada una nau mallorquina. Una mica més d'un any després, Joan VIII es va casar amb Maria Gran Comnena. Sofia no es va tornar a casar i va morir vuit anys després.